# أيوشمان كورانا

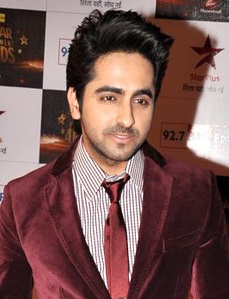
أيوشمان عام 2013.

أيوشمان كورانا، (بالإنجليزية: Ayushmann Khurrana)‏، (بالهندية: आयुष्मान खुराना)، (مواليد 14 سبتمبر، 1984 في شانديغار، الهند)، مغني ومُذيع إذاعة وممثل مسرح وتلفزيون وأفلام ومقدم برامج هندي.

## حياته
وُلِد أيوشمان ونشأ في شانديغار بولاية البنجاب، درس في المدرسة الثانوية سانت جون وتخرج من كلية DAV تخصص الأدب الإنجليزي ثُمّ أخذ شهادة الماجستير في الإعلام من كلية دراسات الاتصالات بجامعة البنجاب، عندما كان يعيش في شانديغار كان عضواً في الفِرق المسرحية النشطة لمدة خمس سنوات وفاز عن نشاطاته المسرحية بالعديد من الجوائز في المهرجانات الوطنيّة. بعد تخرجه دخل عالم الموسيقى إضافةً إلى ذلك بدأ يعمل كمذيع في الراديو، وفي عمله هذا حاز على عدة جوائز منها جائزة الشباب الناجحون من "Bharat Nirman Awards" عام 2007. بعد عمله في الراديو انتقل للعمل ضمن طاقم قناة إم تي في الهنديّة، ثُمّ أصبح مقدم برامج تلفزيونية حيثُ قدم العديد من برامج الواقع وبرامج البحث عن المواهب منها برنامج «انديا قوت تالنت» وهو النسخة الهندية من برنامج أمريكا غوت تالنت حيثُ قدم الموسمان الأولان من البرنامج، وبدلاً من أن يُقدم الموسم الثالث للبرنامج انسحب أيوشمان منه وبدأ عام 2011 بتقديم البرنامج الواقعي الراقص «جاست دانس (Just Dance)» الذي تتكون لجنة حكامه من الممثل هريثيك روشان والمخرجة فرح خان إضافة إلى مصممة الرقصات فيبهافي ميرتشانت.
في عام 2012 أخذ دور البطولة في أوَّل في له وهُوّ الفيلم الكوميدي الرومانسي «فيكي دونر(Vicky Donor)» الذي يتطرق لموضوع التبرع بالحيوانات المنوية في الهند، كان الفيلم من إنتاج الممثل جون أبراهام حيثُ كانت المرة الأولى له، وشاركه البطولة الممثلة يامي جوتام، أدى أيوشمان دور فيكي أرورا وهو شاب ذو مظهر حسن من البنجاب كما أنه الابن الوحيد لأرملة غير ذات مصدر دخل، والتي تدير تجارة لأدوات التجميل من منزلها، يُقابل فيكي دكتور تخصيب شهير يدعى فالديف شادها وهو يدير عيادة تخصيب وبنك للحيوانات المنوية، بعد مقابلته لفيكي يعتقد الطبيب إن هذا الفتى قد يكون المتبرّع الذي يبحث عنه منذ فترة طويلة. منذ هذه اللحظة، تنحصر حياة الطبيب في محاولة اقناع فيكي أن يصبح المتبرّع المطلوب، حتى يستسلم فيكي أخيراً. تتقاطع هذه القصة مع عثور فيكي على أشيمي روي، فتاة جميلة بنغالية، تعمل في بنك، لكن الأمور بينهما تتعقد حين تكتشف أشيمي ماضي فيكي كمتبرّع بالحيوانات المنوية.
على الرغم من ميزانية الفيلم القليلة عندما أُطلِق نجح نجاحاً كبيراً في شباك التذاكر ولقي الاستحسان لدى النقاد، وحاز أيوشمان خورانا على مُراجعات إيجابية عن أداءه في الفيلم. بالنسبة لأغاني الفيلم فقد غنى ولحن أيوشمان خورانا بعضها بنفسه فكان هذا الفيلم ضربة قوية له كمغني وممثل، ترشح وفاز أيوشمان عن هذا الفيلم بالكثير من الجوائز، ومن ضمن الجوائز التي فاز بها عن هذا الفيلم جائزة فيلم لأفضل ظهور لأول مرة ذكر وجائزة فيلم فير لأفضل مغني عن أُغنية «باني دا رانغ».
رغم نجاح أيوشمان في بوليوود إلا أنّه لم يترك التلفزيون أبداً، في عام 2013 أُطِلق فيلم أيوشمان الثاني وهو فيلم «ناوتانكي سالا (Nautanki Saala)» وقد شاركه البطولة الممثل كونال روي كابور أخ الممثل أديتيا روي كابور والممثلة الجديدة بوجا سالفي وإيفلين شارما، نجح الفيلم لدى النقاد وأشاد به الناقد السينمائي المعروف تاران أدارش، كان نجاح الفيلم جيداً إذ كسب ثلاثة ملايين و300 ألف دولار أمريكي.
في عام 2014 أنتجت شركة ياش راج فيلم أول فيلم لها مع أيوشمان وهو فيلم «بيواكوفيان (Bewakoofiyaan)»، من إخراج نوبور أستانا، وشاركه البطولة سونام كابور وريشي كابور والد رانبير كابور، كما وشارك أيوشمان بغناء أغاني هذا الفيلم أيضًا، نجح الفيلم وكان للنقاد ردود أفعال مُتباينة.
في 30 يناير، 2015 أُطِلق فيلم "Hawaizaada" وهو من بطولة أيوشمان والممثل القدير ميثون شاكربورتي والممثلة بلافي شاردا وهو يحكي قصة حياة عالم هندي كان له الفضل في صنع الهند لأوَّل طائرة بدون طيار.

### حياته العائلية
أيوشمان متزوج من صديقة طفولته وحبيبته أثناء المراهقة طاهرة كاشياب، ولديه منها طفلان، صبي وفتاة، وُلِد ابنه فيراجفير في 2 يناير، 2012، وابنته فاروشكا وُلِدت في 21 أبريل عام 2014.

## أعماله

### الأفلام
| علامة الخنجرية | يدل على الأفلام التي لم تصدر بعد |

| عنوان الفيلم                | السنة | الدور                           | ملاحظات                                                                                                 |
| --------------------------- | ----- | ------------------------------- | --- |
| فيكي دونر                   | 2012  | Vicky Arora                     | Filmfare Award for Best Male Debut جائزة فيلم فير لأفضل مغني أفلام ‏                                     |
| Nautanki Saala!             | 2013  | Ram Parmar/RP                   | |
| Bewakoofiyaan               | 2014  | Mohit Chaddha                   | |
| Hawaizaada                  | 2015  | Shivkar Bapuji Talpade          | |
| Dum Laga Ke Haisha          | 2015  | Prem Tiwari                     | |
| Meri Pyaari Bindu           | 2017  | Abhimanyu Roy                   | |
| Bareilly Ki Barfi           | 2017  | Chirag Dubey                    | |
| شوب مانجال سافدهان          | 2017  | Mudit Sharma                    | Nominated—جائزة فيلم فير لأفضل ممثل                                                                     |
| اللحن الأعمى                | 2018  | Akash                           | جائزة الفيلم الوطني لأفضل ممثل ‏ جائزة نقاد فيلم فير لأفضل ممثل ‏ Nominated—Filmfare Award for Best Actor |
| Badhaai Ho                  | 2018  | Nakul Kaushik                   | |
| مادة رقم 15                 | 2019  | Ayan Ranjan                     | |
| فتاة الاحلام                | 2019  | Laajwanti Khurrana/Lokesh Bisht | Post-production                                                                                         |
| Bala                        | 2019  | Bala                            | Post-production                                                                                         |
| Gulabo Sitabo               | 2020  | Sunil Shukla                    | Post-production                                                                                         |
| Shubh Mangal Zyada Saavdhan | 2020  |                                 | Filming                                                                                                 |

### أعماله التيلفزيونية
| السنة   | اسم العرض                                 | الدور         | القناة     | ملاحظات                                                             |
| ------- | ----------------------------------------- | ------------- | ---------- | ------------------------------------------------------------------- |
| 2004    | MTV Roadies (Season 2) ‏                   | Contestant    | MTV        | Winner of 'MTV Roadies Season 2'                                    |
| 2007    | Kayamath                                  | Saket Shergil | ستار بلس   |                                                                     |
| 2008    | MTV Wassup, The Voice of Youngistaan      | Video Jockey  | MTV India  | Co-hosted the show with MTV VJs Bani J and Vineet Modi              |
| 2008    | MTV Fully Faltoo Movie-Cheque De India    | Fakir Khan    | MTV India  | Spoof of شاه روخ خان starrer movie النصر للهند                      |
| 2008    | MTV Fully Faltoo Movie-Jadoo Ekbar        | Prince Jalebi | MTV India  | Spoof of the movie جودا أكبر                                        |
| 2008    | MTV Roadies Hell Down Under               | Anchor        | MTV India  | Anchor for the auditions only                                       |
| 2008    | Ek Thi Rajkumari                          |               | Zee Next   | Antagonist                                                          |
| 2008–09 | Fantastic 5                               | Video Jockey  | Ktv        |                                                                     |
| 2009    | India's Got Talent (Season 1) ‏            | Anchor        | Colors TV ‏ | Co-hosted the show with Nikhil Chinapa                              |
| 2009    | Rock on with MTV ( Season 1) ‏             | Anchor        | MTV        | Anchor for the auditions only                                       |
| 2009    | MTV Roadies (Season 7) ‏                   | Anchor        | MTV        | Anchor for the auditions only                                       |
| 2009    | Stripped                                  | Anchor        | MTV        |                                                                     |
| 2009    | Amul Music Ka Maha Muqqabla ‏              | Anchor        | Star Plus  |                                                                     |
| 2010    | المنظور المختلف لتاراك ميهتا              | Himself       | Sab TV     | Guest appearance (to promote IPL 3 ‏)                                |
| 2010    | الدوري الهندي الممتاز                     | Presenter     | SET Max    | Co-hosted the show with Gaurav Kapur, Samir Kochhar and أنجاد بيدي ‏ |
| 2010    | India's Got Talent (Season 2) ‏            | Anchor        | Colors TV  | Co-hosted the show with Nikhil Chinapa                              |
| 2010    | Rock on with MTV (Season 2) ‏              | Anchor        | MTV        | Co-hosted the show with ليزا هايدون                                 |
| 2010    | Super Star Buzz                           | Anchor        | Star Plus  |                                                                     |
| 2011    | MTV Grind                                 | Anchor        | MTV        |                                                                     |
| 2011    | MTV Roadies (Season 8) ‏                   | Anchor        | MTV        |                                                                     |
| 2011    | Just Dance                                | Anchor        | Star Plus  |                                                                     |
| 2014    | 1st Star Box Office India Awards Ceremony | Anchor        | Star Plus  |                                                                     |
| 2018    | 25th Star Screen Awards                   | Co-host       | ستار بلس   |                                                                     |

### التسجيلات الصوتية
| السنة | الأغنية                                | الألبوم            | ملاحظات                                                    |
| ----- | -------------------------------------- | ------------------ | ---------------------------------------------------------- |
| 2012  | Pani Da Rang                           | Vicky Donor        | Co-composed with Rochak Kohli                              |
| 2013  | Saddi Gali                             | Nautanki Saala!    | Co-composed with Rochak Kohli                              |
| 2013  | Tu Hi Tu                               | Nautanki Saala!    | Co-composed with Rochak Kohli                              |
| 2013  | O Heeriye                              | Single             | Co-Composed with Rochak Kohli, features ريا شاكرابارتي     |
| 2014  | Khaamakhaan                            | Bewakoofiyaan      | Duet with نيتي موهان                                       |
| 2014  | Mitti Di Khusboo                       | Single             | Co-Composed with Rochak Kohli, features هوما قريشي         |
| 2015  | Dil-E-Naadan                           | Hawaizaada         | Rendition of ميرزا غالب's version                          |
| 2015  | Moh Moh Ke Dhage (Reprise)             | Dum Laga Ke Haisha | أنو مالك                                                   |
| 2015  | Yahin Hoon Main                        | Single             | Co-Composed with Rochak Kohli, features يامي غوتام         |
| 2016  | Ik Vaari                               | Single             | Co-Composed with Aparshakti Khurana, features Aisha Sharma |
| 2017  | Hareyaa (Rock Version)                 | Meri Pyaari Bindu  | Sachin-Jigar                                               |
| 2017  | Nazm Nazm (Ayushmann Khurrana Version) | Bareilly Ki Barfi  | Arko Pravo Mukherjee                                       |
| 2017  | Kanha(Unplugged)                       | شوب مانجال سافدهان | Tanishk-Vayu                                               |
| 2018  | Chan Kitthan                           | Single             | Co-Composed with Rochak Kohli, features برانيثا سوبهاش     |
| 2018  | Aap Se Milkar (Reprise)                | اللحن الأعمى       | Amit Trivedi                                               |
| 2018  | Nain Na Jodeen                         | Badhaai Ho         | Rochak Kohli                                               |
| 2019  | Intezaar (Reprise)                     | مادة رقم 15        | Anurag Saikia                                              |

### Bibliography
| السنة | العنوان                                     | النوع                        | ملاحظات                             |
| ----- | ------------------------------------------- | ---------------------------- | ----------------------------------- |
| 2015  | Cracking The CODE – My Journey To Bollywood | Autobiographical Non-Fiction | co-written with wife Tahira Kashyap |

## وصلات خارجية
- أيوشمان كورانا على موقع IMDb (الإنجليزية)
- أيوشمان كورانا على موقع ميوزك برينز (الإنجليزية)
- أيوشمان كورانا على موقع قاعدة بيانات الفيلم (الإنجليزية)